# Auf den Spuren des Marsupilami
Auf den Spuren des Marsupilami (Originaltitel: Sur la piste du Marsupilami) ist eine französische Filmkomödie des Regisseurs Alain Chabat aus dem Jahr 2012. Alain Chabat war auch für das Drehbuch und die Produktion zuständig und übernahm eine der Hauptrollen. Es handelt sich um die erste Realverfilmung mit der Figur des Marsupilami.

## Handlung
Der Fernsehjournalist Dan Geraldo ist seit 16 Jahren mit seinem Format „V8“ auf Sendung. Weil die Sendung aber zu den fünf Sendungen mit den schlechtesten Einschaltquoten gehört, droht seine Chefin ihm die Sendung zu entziehen. Allerdings gibt sie ihm eine letzte Chance für einen Knüller: Er soll nach Palumbien reisen, wo er das Geheimnis der „ewigen Jugend“ der Payas ergründen soll. Die Sendung wird von einem Kosmetikkonzern gesponsert, der mit Produkten in dieser Richtung wirbt.
Als Führer in Palumbien hat man für Geraldo den chaotischen Tierarzt Pablito Camaron engagiert, der zusammen mit zahlreichen Waisenkindern lebt. Er soll Geraldo im Urwald zu den Payas führen. In diesem Urwald lebt auch das Marsupilami, was durch Zufall dem 82-jährigen österreichischen Botanikprofessor Hermoso die Entdeckung einer unbekannten Orchideenart beschert.
Inzwischen ist auch Geraldo in Palumbien angekommen, wo er bereits vom Flughafen aus in einer Limousine zum Diktator von Palumbien, General Pochero, gebracht wird. Der zeigt Geraldo im Keller seinen großen Céline-Dion-Fanraum, wo er Kleider der Sängerin sammelt. Geraldo hat Dion vor Jahren interviewt, und General Pochero möchte nun, dass er ein Treffen mit ihr arrangiert. Jedoch bricht durch ein Missgeschick Geraldos in diesem Zimmer ein Chaos aus und zahlreiche Céline-Dion-Sachen werden zerstört, was Geraldo einen Aufenthalt im Palastgefängnis einbringt.
Pablito, der Geldsorgen hat, lässt sich absichtlich in das Palastgefängnis bringen, aus dem er nun zusammen mit Geraldo ausbricht, um Geld von ihm für das Führen zu den Payas zu bekommen. Derweil versucht das Marsupilami dem Botanikprofessor die Orchideen wieder zu stehlen, doch der Professor bemerkt es, sodass das Marsupilami nicht alle Orchideen mitnehmen kann. Aus den übrig gebliebenen Orchideen gelingt dem Botaniker durch Zufall die Entwicklung eines Verjüngungsserums. Allerdings, um seine Versorgung mit diesem Serum dauerhaft sicherzustellen, muss er das Marsupilami einfangen und zum Sammeln der seltenen Orchideen abrichten.
Pablito und Geraldo sind mittlerweile im Urwald unterwegs, wo Pablito versucht, als verkleideter Paya Geraldo zu überlisten. In Wahrheit hatte nämlich Pablito gar kein Interview mit den Payas arrangiert, was zu einem heftigen Streit zwischen beiden führt. Währenddessen tauchen echte Payas auf, die die beiden entführen. Bei den Payas werden sie jedoch zuvorkommend behandelt, weil diese überzeugt sind, dass „der Mann mit den gelben Füßen“ (Pablitos Schuhe) und „der Mann mit der eckigen Hand“ (Geraldos Kamera) gekommen sind, um das Marsupilami zu retten, das das „Gleichgewicht der Erde bewahrt“.
Für seine Zwecke spannt der Professor nun den Gehilfen des Generals ein und es gelingt ihm tatsächlich, nachdem er das Marsupilami mit einer GPS-Kirsche überlistet hat, dieses einzufangen. Auch die Eier des Marsupilamis nimmt er mit, für deren Leben das Marsupilami die Orchideen braucht. Geraldo und Pablito, ebenfalls am Ort des Geschehens, versuchen einzugreifen, landen stattdessen jedoch wieder im Palastgefängnis – zusammen mit General Pochero, der vom Professor gestürzt wurde. Allerdings gelingt es Pablito während des Geschehens einige Aufnahmen des Marsupilamis mit Geraldos Kamera zu machen. Den drei Männern gelingt die Flucht und sie können die Marsupilami-Eier aus dem Palast rauben, während Pochero die Soldaten mit einem Céline-Dion-Lied (Alive) ablenkt. Geraldo und Pablito nehmen die Limousine, um das Fernsehstudio zu erreichen, wo Geraldo live zugeschaltet werden soll und die Aufnahmen vom Marsupilami zeigen will.
Wenn er dort nicht auftaucht, will seine Chefin Archivaufnahmen zeigen, die beweisen, dass Geraldo seine erste Palumbienreportage gefälscht hat. Rechtzeitig kann er nun doch die Schaltung wahrnehmen, jedoch löscht Pablito durch ein Missgeschick seinen „Knüller“, die Aufnahmen des Marsupilami. Das taucht aber selbst im Studio auf, um seine Eier zurückzuholen. Dabei präsentiert es sich zusammen mit Geraldo und Pablito wohlwollend den Fernsehkameras. Doch der Professor hat das Marsupilami nun erneut geortet und taucht ebenfalls im Studio auf. Während des Kampfes altert er, weshalb er die letzte Ration seines Serums einnimmt – wohl eine Überdosis –, die ihn wieder zum Baby werden lässt.

## Hintergrund

### Produktion
Die Dreharbeiten begannen am 20. September 2010 in Belgien und Mexiko. Regisseur und Drehbuchautor Alain Chabat produzierte bereits im Jahr 2002 die erfolgreiche Comic-Realverfilmung Asterix & Obelix: Mission Kleopatra, für die er auch Jamel Debbouze für eine Hauptrolle engagiert hatte. Das Marsupilami wurde mittels CGI-Technik in den Film eingefügt.

### Veröffentlichung
Der Film lief am 4. April 2012 in den französischen Kinos an, wo er am Startwochenende von 1,2 Millionen Kinogängern gesehen wurde. Insgesamt sahen den Film in Frankreich 5,3 Millionen Zuschauer in den Kinos. Bisher spielte der Film 51,7 Millionen Euro an den Kinokassen ein.
Der Film wurde in Deutschland am 8. März 2013 auf DVD und Blu-Ray veröffentlicht.

## Kritiken
„Wieder so ein französisches Hochglanz-Kinoprodukt, das einfach loslegt wie Hollywood, ein beliebtes Comic-Motiv um Gangster, Abenteurer, Mad Scientists, Söldner, Nazis und Azteken anreichert, Slapstick-Kanonade und effektvolle Daueraction dann noch mit ein wenig Satire, Charme und Ironie würzt und im Computer auf Hochglanz poliert. Rundes Vergnügen für die ganze Familie, eine Achterbahnfahrt für Comicfreunde, Action- und Abenteuerfans gleichermaßen.“

„Tierisch bunter und durchgeknallter Spaß.“